# Andy Polo
Pour les articles homonymes, voir Polo (homonymie).
Andy Jorman Polo Andrade, plus couramment appelé Andy Polo, né le 29 septembre 1994 à Lima au Pérou, est un footballeur international péruvien jouant au poste d'ailier droit.

## Biographie

### En club
Formé à l'Universitario de Deportes de Lima, Andy Polo remporte au sein de l'équipe U20 du club la Copa Libertadores des moins de 20 ans en 2011 en compagnie de Carlos Cáceda, Néstor Duarte, Edison Flores et Werner Schuler entre autres. La même année, il passe en équipe première et y reste jusqu'à son transfert à l'Universidad San Martín de Porres en 2013.
En 2014, il rejoint l'Inter Milan devenant le deuxième joueur péruvien à y évoluer après Víctor Benítez qui joua pour le club Nerazzurro en 1967. Cependant, il ne joue aucun match officiel et part pour la Colombie la même année jouer au Millonarios FC. Prêté à l'Universitario de Deportes entre 2015 et 2016, il signe au Monarcas Morelia du Mexique en 2017. En janvier 2018, les Timbers de Portland obtiennent Andy Polo en prêt du Monarcas Morelia, avant d'y être définitivement transféré en 2019.
Le 10 février 2022, il est suspendu jusqu'à nouvel ordre par la Major League Soccer en raison de l’ouverture d'une enquête contre lui pour violences conjugales,. Plus tard dans la même journée, son club annonce la rupture de son contrat avouant avoir été mis au courant de cet événement dès le 23 mai 2021 mais, face à l'absence d'accusations, avait opté de conserver le joueur dans son effectif,.
En mars 2022, il fait son retour au Pérou, à l'Universitario de Deportes, son club formateur.

### En équipe nationale
International péruvien depuis 2016, Andy Polo fait partie du groupe de joueurs convoqués par le sélectionneur Ricardo Gareca afin de disputer la Coupe du monde 2018, mais reste sur le banc des remplaçants durant le mondial russe. 
Il a par ailleurs l'occasion de disputer deux éditions de la Copa América, en 2016 aux États-Unis et 2019 au Brésil. Il atteint avec sa sélection la finale de ce dernier tournoi, perdue 3-1 face à l'hôte brésilien.

## Statistiques

### En sélection nationale
| Saison                | Sélection             | Phases finales          | Phases finales | Phases finales | Phases finales | Éliminatoires CDM | Éliminatoires CDM | Éliminatoires CDM | Matchs amicaux | Matchs amicaux | Matchs amicaux | Total | Total | Total |
| Saison                | Sélection             | Compétition             | M              | B              | Pd             | M                 | B                 | Pd                | M              | B              | Pd             | M     | B     | Pd    |
| --------------------- | --------------------- | ----------------------- | -------------- | -------------- | -------------- | ----------------- | ----------------- | ----------------- | -------------- | -------------- | -------------- | ----- | ----- | ----- |
| 2015-2016             | Pérou                 | Copa América Centenario | 4              | 0              | 1              | 1                 | 0                 | 0                 | 1              | 1              | 0              | 6     | 1     | 1     |
| 2016-2017             | Pérou                 | -                       | -              | -              | -              | 4                 | 0                 | 0                 | 1              | 0              | 0              | 5     | 0     | 0     |
| 2017-2018             | Pérou                 | Coupe du monde 2018     | 0              | 0              | 0              | 4                 | 0                 | 0                 | 2              | 0              | 0              | 6     | 0     | 0     |
| 2018-2019             | Pérou                 | Copa América 2019       | 5              | 0              | 0              | -                 | -                 | -                 | 8              | 0              | 2              | 13    | 0     | 2     |
| 2019-2020             | Pérou                 | -                       | -              | -              | -              | -                 | -                 | -                 | 1              | 0              | 0              | 1     | 0     | 0     |
| 2020-2021             | Pérou                 | -                       | -              | -              | -              | 4                 | 0                 | 0                 | -              | -              | -              | 4     | 0     | 0     |
| 2021-2022             | Pérou                 | -                       | -              | -              | -              | -                 | -                 | -                 | 2              | 0              | 0              | 2     | 0     | 0     |
| 2022-2023             | Pérou                 | -                       | -              | -              | -              | -                 | -                 | -                 | 2              | 0              | 0              | 2     | 0     | 0     |
| 2023-2024             | Pérou                 | Copa América 2024       | 2              | 0              | 0              | 4                 | 0                 | 0                 | 2              | 0              | 2              | 8     | 0     | 2     |
| 2024-2025             | Pérou                 | -                       | -              | -              | -              | 9                 | 1                 | 1                 | -              | -              | -              | 9     | 1     | 1     |
| Total sur la carrière | Total sur la carrière | Total sur la carrière   | 11             | 0              | 1              | 26                | 1                 | 1                 | 19             | 1              | 4              | 56    | 2     | 6     |

## Palmarès

### En club
| Universitario de Deportes - Championnat du Pérou (1) : - Champion : 2023. - Tournois semestriels (2) : - Vainqueur : 2016-A. - Vainqueur : 2023-C. - Copa Libertadores -20 ans (1) : - Vainqueur : 2011. |  | Portland Timbers - Conférence Ouest de la MLS (1) : - Vainqueur : 2018. - Tournoi MLS is Back (1) : - Vainqueur : 2020. |

### En équipe nationale
Pérou
- Copa América
  - Finaliste : 2019.